# Makit
Makit (chiń. 麦盖提县; pinyin: Màigàití Xiàn; ujg. مەكىت ناھىيىسى, Mekit Nahiyisi) – powiat w zachodnich Chinach, w regionie autonomicznym Sinciang, w prefekturze Kaszgar. W 2000 roku liczył 201 810 mieszkańców.